# Přemysl I. Velkopolský

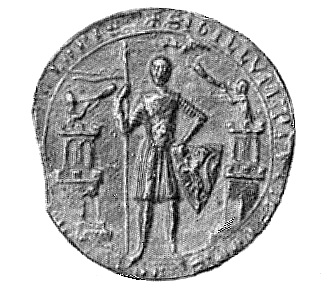
Přemyslova pečeť z roku 1252.

Přemysl I. (5. červen 1220/4. červen 1221? – 4. června 1257) byl velkopolský kníže v letech 1241–1257.

## Život
Přemysl byl nejstarším synem vévody Vladislava Odonice a jeho manželky Hedviky, nejspíš dcery vévody Mstivoje Gdaňského nebo Přemyslovny (tento dohad by potvrzovalo i jméno jejího syna, které se v piastovské dynastii objevilo poprvé). Ve Velkopolsku vládl společně s bratrem Boleslavem (Pobožným) od roku 1241, po smrti Jindřicha II. Pobožného, knížete vratislavského, krakovského a velkopolského, v bitvě u Lehnice. Roku 1247 si však bratři zemi rozdělili. Vztahy mezi nimi se zkalily natolik, že v letech 1250–1253 Přemysl I. mladšího bratra věznil. Celkem bylo Velkopolsko děleno mezi bratry třikrát, naposledy roku 1253. Přemysl I. získal západní část (poznaňský úděl) a Boleslav východní část (kališsko-hnězdenský úděl).
V roce 1253 si vybral za sídelní město Poznaň a začal se stavbou místního hradu.
Přemysl rovněž provdal své sestry za slezská knížata – Salomeu roku 1249 za Konráda I. Hlohovského a Eufemii roku 1251 za Vladislava Opolského. Země se za jeho vlády nacházela v příznivých poměrech, neboť sousedé – Slezsko, Malopolsko a Kujavsko - byli oslabeni.
Přemysl I. Velkopolský zemřel již 4. června 1257, tj. před narozením syna a dědice vévodství. Kromě syna měl Přemysl I. s manželkou Alžbětou Vratislavskou ještě čtyři dcery. Zatímco Konstancie byla zasnoubená s příslušníkem braniborského rodu Askánců Konrádem IV., Eufrosina, Anna a Eufemie vstoupily do kláštera. Poručníkem nezletilého Přemysla se stal jeho strýc Boleslav.